# Ficinia nigrescens
Ficinia nigrescens är en halvgräsart som först beskrevs av Heinrich Adolph Schrader, och fick sitt nu gällande namn av Jean Raynal. Ficinia nigrescens ingår i släktet Ficinia och familjen halvgräs. Inga underarter finns listade i Catalogue of Life.